# 趙師意
趙師意（？—？），南宋宗室。他是齊國公追封楚孝節王趙伯旿的儿子、燕王趙德昭的八世孫、宋太祖的九世孫、宋光宗的兄弟輩。官至太師、封魯國公。他的孙子趙昀即位为宋理宗后，追封祖父為趙國公。追封吳王，諡宣獻。

## 家庭

### 妻
- 魯國夫人石氏

### 子
- 追封榮文恭王趙希瓐

### 媳
- 慈憲夫人全氏，全大節和夫人王氏之女

### 孫子
- 趙與莒，後為宋理宗
- 福王趙與芮，宋度宗之父

### 孫女
另有最少五名孫女：
- 一孫女趙氏，嫁魏峻，生子魏關孫[1]，榮王第四個子女，理宗姐[2]。
- 一孫女趙氏，嫁南海人冼文溪，榮王第四女，理宗妹。[原創研究？]
- 一孫女趙氏，嫁南海佛山堡人梁節，榮王第五女，理宗妹。[原創研究？]

### 玄孫
宋度宗之子︰
- 趙焯
- 趙舒
- 趙憲
- 趙鍠
- 宋端宗趙昰
- 宋恭帝趙㬎
- 宋帝昺趙昺

### 玄孫女
宋度宗之女︰
- 晉國公主趙氏
- 黃材妻趙氏
- 江日新妻趙氏

宋度宗弟晉王之女︰
- 易士熊妻趙貽謀